# Trygve Haavelmo

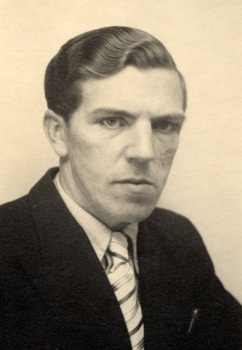
Trygve Haavelmo (vor 1950)

Trygve Magnus Haavelmo (* 13. Dezember 1911 in Skedsmo; † 28. Juli 1999 in Oslo) war ein norwegischer Ökonom und Nobelpreisträger. Er ist bekannt für seine Beiträge zur Ökonometrie.

## Leben
Trotz seines jungen Alters erhielt Haavelmo im Jahr 22 sein Diplom in politischer Ökonomie an der Universität Oslo. Ab 1933 wurde Haavelmo von Ragnar Frisch als Assistent eingestellt und wurde stark von diesem beeinflusst. In den Jahren 1938–39 war Haavelmo Dozent an der Universität Aarhus in Dänemark, bevor er 1939 als Fulbright-Stipendiat in die Vereinigten Staaten ging. Dort forschte er in den Jahren 1939–47 an verschiedenen amerikanischen Universitäten und wurde 1946–47 zur Cowles Foundation der Yale University eingeladen. Außerdem konnte er bei Jerzy Neyman Statistik studieren. Haavelmo bezeichnete diese Umstände als Glück und diese Aufenthalte trugen zu einem tiefer gehenden Verständnis ökonometrischer Fragen bei. Seine Doktorarbeit – The Probability Approach in Econometrics – wurde 1941 in Harvard abgeschlossen und nach dem Ende des Zweiten Weltkriegs an der Universität Oslo eingereicht. 1948 wurde er eben dort zum ordentlichen Professor ernannt, eine Position, die er bis zu seiner Emeritierung im Jahr 1979 innehatte.
Neben seiner akademischen Laufbahn war Haavelmo auch von 1942 bis 1944 bei Nortraship in New York als Statistiker tätig. 1945 war er Handelsattaché an der norwegischen Botschaft in Washington DC. Als er 1947 nach Oslo zurückkehrte, leitete er ein Regierungsbüro, das die nationalen Wirtschaftspläne vorbereitete.  Dabei spielte er ein Jahr lang eine führende Rolle bei der Wiederherstellung der norwegischen Wirtschaft. 1965 engagierte sich Haavelmo in der Politik, als er Mitglied des Ausschusses für Wirtschaftspolitik der Arbeiterpartei wurde.
1976 wurde er zum Mitglied der American Academy of Arts and Sciences ernannt.

## Forschung
Haavelmo konzentrierte sich in seiner Arbeit auf die Entwicklung der ökonometrischen Analyse und ihre Anwendung auf die Wirtschaftswissenschaften. Bekannt ist er für seinen Artikel The statistical implications of a system of simultaneous equations aus dem Jahr 1943. Dieser Artikel führte das Konzept des Simultanen Gleichungsmodells ein  und schuf die Grundlagen für die Anwendung der Wahrscheinlichkeitstheorie in der Wirtschaftstheorie. Außerdem führte dieser Artikel zu einer breiteren wissenschaftlichen Diskurs zur Kausalanalyse. Weiteres publizierte Haavelmo 1944 seine Doktorarbeit mit Titel The Probability Approach in Econometrics, der die Grundlage für die moderne Ökonometrie bildete. Diese Forschungen trugen auch zur Entwicklung von stochastischen Wirtschaftsmodellen bei.
Für seine Formulierung der wahrscheinlichkeitstheoretischen Grundlagen der Ökonometrie bekam er 1989 den Alfred-Nobel-Gedächtnispreis für Wirtschaftswissenschaften. Mit dieser Auszeichnung wurde die Bedeutung von Haavelmos Forschung für die Entwicklung der Instrumente gewürdigt, die für die Analyse von Wirtschaftsdaten und für aussagekräftige Schlussfolgerungen erforderlich sind. Haavelmos Forschungen gaben Wirtschaftswissenschaftlern die Möglichkeit, Wirtschaftstheorien zu testen und genauere Vorhersagen zu treffen. Seine Arbeiten haben das Fachgebiet nachhaltig beeinflusst.
Nach ihm ist das Haavelmo-Theorem benannt, nach dessen Folge eine Erhöhung der Staatsausgaben selbst dann einen Wirtschaftsaufschwung bewirken kann, wenn die zusätzlichen Ausgaben durch Steuereinnahmen finanziert werden und damit die private Nachfrage eingeschränkt wird. Der Wirtschaftsaufschwung wird durch einen sog. Multiplikatoreffekt erzeugt.

## Sonstiges
Haavelmo hatte eine Vorliebe für Harley-Davidson Motorräder, war Angler und fuhr gerne Ski.

## Ausgewählte Publikationen
- Trygve Haavelmo: The statistical implications of a system of simultaneous equations. Econometrica: Journal of the Econometric Society. Vol. 11, No. 1, 1943: S. 1–12, doi:10.2307/1905714.
- Trygve Haavelmo: The probability approach in econometrics. In: Econometrica: Journal of the Econometric Society. Vol. 12, 1944: S. iii–115, doi:10.2307/1906935.
- Girshick Meyer, Trygve Haavelmo: Statistical analysis of the demand for food: Examples of simultaneous estimation of structural equations. In: Econmetrica: Journal of the Econometric Society. Vol. 15, No. 2, 1947: S. 79–110, doi:10.2307/1907066.